# Sådan dræber du en sky
|  | Denne artikel er oprettet af botten Steenthbot ud fra en ekstern database. Den kan derfor have sproglige fejl eller mangler. Denne skabelon kan fjernes efter kontrol af indholdet. |

Sådan dræber du en sky er en finsk dokumentarfilm fra 2021 instrueret af Tuija Halttunen.

## Handling
Klimaforskeren Hannele Korhonen har én ultimativ passion i livet: At være den bedste på sit felt og få anerkendelse for det. Hanneles liv ændres dramatisk, da hun af de Forenede Arabiske Emirater tildeles 1,5 mio. USD i forskningsmidler. Opgaven er at skabe regn over det olierige, men tørkeplagede land. Men snart kastes Hannele ud i et etisk dilemma og en indre konflikt. For har man ret til at ændre på naturen og hvem ejer egentlig skyerne?